# Natalja Gorbaniewska
Natalja Jewgienjewna Gorbaniewska (ros. Наталья Евгеньевна Горбаневская; ur. 26 maja 1936 w Moskwie, zm. 29 listopada 2013 w Paryżu) – rosyjska poetka, dysydentka, dziennikarka, tłumaczka literatury polskiej; od 2005 roku posiadała polskie obywatelstwo.

## Życiorys
Studia filologiczne podjęła w 1953 r. na Uniwersytecie Moskiewskim, ukończyła je w 1963 r. na Uniwersytecie Leningradzkim. W czasie studiów związała się z ruchem demokratycznym, co spowodowało stopniowo nasilające się szykany. W latach 60. XX wieku współtworzyła „Kronikę bieżących wydarzeń”. 25 sierpnia 1968 jako współorganizatorka „demonstracji siedmiorga” w Moskwie przeciwko wejściu armii Układu Warszawskiego do Czechosłowacji została na krótko aresztowana, w następnych miesiącach toczyło się śledztwo, zakończone w kwietniu 1970 represyjnym uznaniem za psychicznie chorą i uwięzieniem do 22 lutego 1972, najpierw w szpitalu psychiatrycznym w Kazaniu, a potem w więzieniu na Butyrkach w Moskwie. W grudniu 1975 została zmuszona do opuszczenia kraju. Osiedliła się w Paryżu, gdzie pracowała jako dziennikarka w kilku rosyjskich pismach emigracyjnych (współredagowała kwartalnik „Kontynent” i tygodnik „Russkaja Mysl”), a także dla Radia Swoboda. Współpracowała z „Zapisem”.
Joan Baez dedykowała jej w 1973 r. piosenkę Natalia do tekstu Shushy Guppy (album From Every Stage, 1976).
Za przekłady literatury polskiej nagrodzona przez Polski PEN Club (1992). Laureatka Nagrody im. Jerzego Giedroycia przyznawanej przez dziennik „Rzeczpospolita” za działałalność na rzecz polskiej racji stanu (2005). Do 8. edycji (2013) była przewodniczącą jury Literackiej Nagrody Europy Środkowej „Angelus”. Od kwietnia 2005 obywatelka Polski.
W październiku 2008 Gorbaniewska otrzymała tytuł doktora honoris causa lubelskiego Uniwersytetu Marii Curie-Skłodowskiej.
Natalia Gorbaniewska zmarła 29 listopada 2013 i została pochowana na paryskim cmentarzu Père Lachaise. Za wybitne zasługi w działalności na rzecz przełamywania historycznych stereotypów między narodem polskim i rosyjskim, za osiągnięcia w popularyzowaniu polskiej kultury, za wspieranie przemian demokratycznych w Polsce została pośmiertnie odznaczona Krzyżem Komandorskim Orderu Odrodzenia Polski. W 2014 roku w związku z pierwszą rocznicą śmierci poetki odbyły się „Dni pamięci Natalii Gorbaniewskiej” przy wsparciu finansowym: Miasta Wrocław i Ministerstwa kultury i dziedzictwa narodowego RP, Instytutu Książki. Od 2014 roku na gali Literackiej Nagrody Europy Środkowej „Angelus” wręczana jest Nagroda Czytelników im. Natalii Gorbaniewskiej.

## Publikacje
Gorbaniewska jest autorką kilkunastu zbiorów poetyckich, m.in.:
- Poems, Carcanet Press, 1972, ISBN 0-85635-002-8.
- Прильпе земли душа моя. Сборник стихотворений 1956–2010 гг.[11]